# Gangjong
König Gangjong (koreanisch 강종) (* 10. Mai 1152 in Kaesŏng, Königreich Goryeo; † 26. August 1213 in Kaesŏng, Goryeo) war während seiner Regierungszeit von 1211 bis 1213 der 22. König des Goryeo-Reiches und der Goryeo-Dynastie (고려왕조) (918–1392).

## Leben
Gangjong war der erstgeborene Sohn von König Myeongjong (명종) und seiner Frau Königin Uijeong (의정), die dem Kaesong Wang Clan entstammte. Zu seiner Geburt bekam Gangjong den Namen Wang O (왕오) verliehen. König Gangjong war mit zwei Frauen verheiratet, mit Königin Sapyeong (사평), die dem Jeonju Yi Clan entstammte und mit der er eine Tochter hatte und mit Königin Wondeok (원덕), die dem Kaesong Wang Clan entstammte und mit der er einen Sohn hatte, der nach seinem Tod sich als König Gojong (고종) als 23. König der Goryeo-Dynastie in die Thronfolge einreihte.
Nach der Rebellion des Militärs gegen Gangjongs Onkel König Uijong (의종) im Jahr 1170, hatten die drei Kommandanten Jeong Jung-bu (정중부), Yi Ui-bang (이의방) und Yi Ko (이고) die Macht im Goryeo-Reich übernommen, König Uijong abgesetzt und Gangjongs Vater, Myeongjong als König ohne Machtbefugnisse eingesetzt. Gangjong wurde 1173 von seinem Vater zum Kronprinzen ernannt.
Nachdem es in der Militärführung zu Auseinandersetzungen in der Machtfrage gekommen war und in den Jahren bis 1196 durch Ermordungen zu mehreren Wechseln in der Militärführung und Ausübung der Regierungsmacht gekommen war, übernahm General Choe Chung-heon (최충헌) schließlich die Macht und sorgte bis zu seinem Tod im Jahr 1219 für die Krönung der Könige Sinjong (신종), Huijong (희종), Gangjong (강종) und Gojong (고종) sowie die Absetzung von König Myeongjong und den beiden Königen Sinjong und Huijong, die er selbst installiert hatte.
Im Jahr 1197 wurde König Myeongjong von General Choe Chung-heon abgesetzt und floh mit seinem Sohn Gangjong auf die Insel Ganghwado (강화도). Gangjong bekam im Jahr 1210 einen Ruf an den Hof und wurde im folgenden Jahr zum König gekrönt. Er folgte damit König Huijong, der zuvor von General Choe Chung-heon abgesetzt worden war.
König Gangjong stand formal über seinem General Choe Chung-heon, doch alle wichtigen Entscheidungen im Reich traf der General. So war König Gangjong nichts weiter als eine Repräsentationsfigur, so wie sein Vater König Myeongjong und alle seine Nachfolger bis zur Mongoleninvasion, nach der die Herrschaft des Militärs endete und Goryeo unter die Herrschaft des Mongolenreiches gelangte, die erst mit König Gongmin (공민), dem 33. Monarch der Goryeo-Dynastie, endete und das Goryeo-Reich seine Souveränität zurückerlangte.
König Gangjong verstarb im Jahr 1213. Seine Grabstätte ist nicht bekannt.